# Kanzy El Defrawy
Kanzy El Defrawy (arabe : كنزى عماد الدفراوى  API : [ˈkænzi ʕeˈmæːd ed.defˈɾɑːwi]), née le 5 mai 1994 au Caire, est une joueuse professionnelle de squash égyptienne. Elle atteint le 29e rang mondial en décembre 2011, son meilleur classement.
Elle se retire du circuit professionnel en 2018 à la suite d'une blessure au dos.

## Carrière
Kanzy El Defrawy commence les compétitions internationales à l'âge de 13 ans. Elle subit une opération du genou à l'âge de 14 ans et décide ensuite de se consacrer au squash. Elle a remporté plus de 70 titres nationaux de U11 à U19. Elle est finaliste du British Junior Open en 2009 et 2012.
Elle étudie au lycée français du Caire et parle couramment le français.
Après l'arrêt de sa carrière professionnelle, elle s'investit dans un club de squash Flying Daf Academy à Dubaï. 